# Choc, l'émission
 (novembre 2012).
Si vous disposez d'ouvrages ou d'articles de référence ou si vous connaissez des sites web de qualité traitant du thème abordé ici, merci de compléter l'article en donnant les références utiles à sa vérifiabilité et en les liant à la section « Notes et références ».
Choc, l'émission était une émission de télévision diffusée chaque mardi soir à 20h40 (et rediffusée le jeudi à 22h40) sur NT1 du 4 octobre 2005 à 2007 et présentée par Alexandre Devoise et Sidonie Bonnec.